# Parastrapotherium
Parastrapotherium è un genere estinto di mammiferi erbivori, appartenente agli astrapoteri. Visse tra l'Oligocene superiore e il Miocene inferiore (circa 24 - 17 milioni di anni fa) e i suoi resti fossili sono stati ritrovati in Sudamerica.

## Descrizione
Benché noto per fossili piuttosto frammentari, dai raffronti con animali simili e più conosciuti (ad esempio Astrapotherium) si suppone che questo animale fosse dotato di un corpo lungo e possente e di una testa provvista di una corta proboscide. Parastrapotherium era inoltre dotato di lunghi canini ricurvi, in particolare il paio superiore; i canini inferiori erano fortemente ricurvi all'infuori. Al genere Parastrapotherium sono state attribuite varie specie, tra cui alcune di enorme taglia. Una probabile differenza con Astrapotherium era data dalla presenza di un maggior numero di premolari in Parastrapotherium. Le corone dentarie di Parastrapotherium erano più basse rispetto a quelle di Astrapotherium, e i premolari superiori avevano una base più larga.

## Classificazione
Il genere Parastrapotherium venne descritto per la prima volta da Florentino Ameghino nel 1895 sulla base di resti fossili della dentatura, ritrovati nella provincia di Santa Cruz in Argentina; la specie tipo è P. holmbergi. Al genere Parastrapotherium sono state poi attribuite numerose altre specie, ma quelle attualmente riconosciute sono le gigantesche P. martiale (dotato di piccoli premolari) e P. crassum (dai canini superiori eccezionalmente ricurvi). 
La frammentarietà dei resti non permette tuttavia un'attribuzione specifica all'interno della famiglia Astrapotheriidae, anche se si pensa che fosse in una posizione più basale rispetto ad Astrapotherium e ad Astrapothericulus.